# Cryptopone sauteri
Cryptopone sauteri is een mierensoort uit de onderfamilie Ponerinae. De wetenschappelijke naam van de soort is voor het eerst geldig gepubliceerd in 1906 door W.M. Wheeler.